# Schwarzbach (Weiße Elster)
Der Schwarzbach (früher: Kleine Elster) ist ein rechter Nebenfluss der Weißen Elster.

## Verlauf

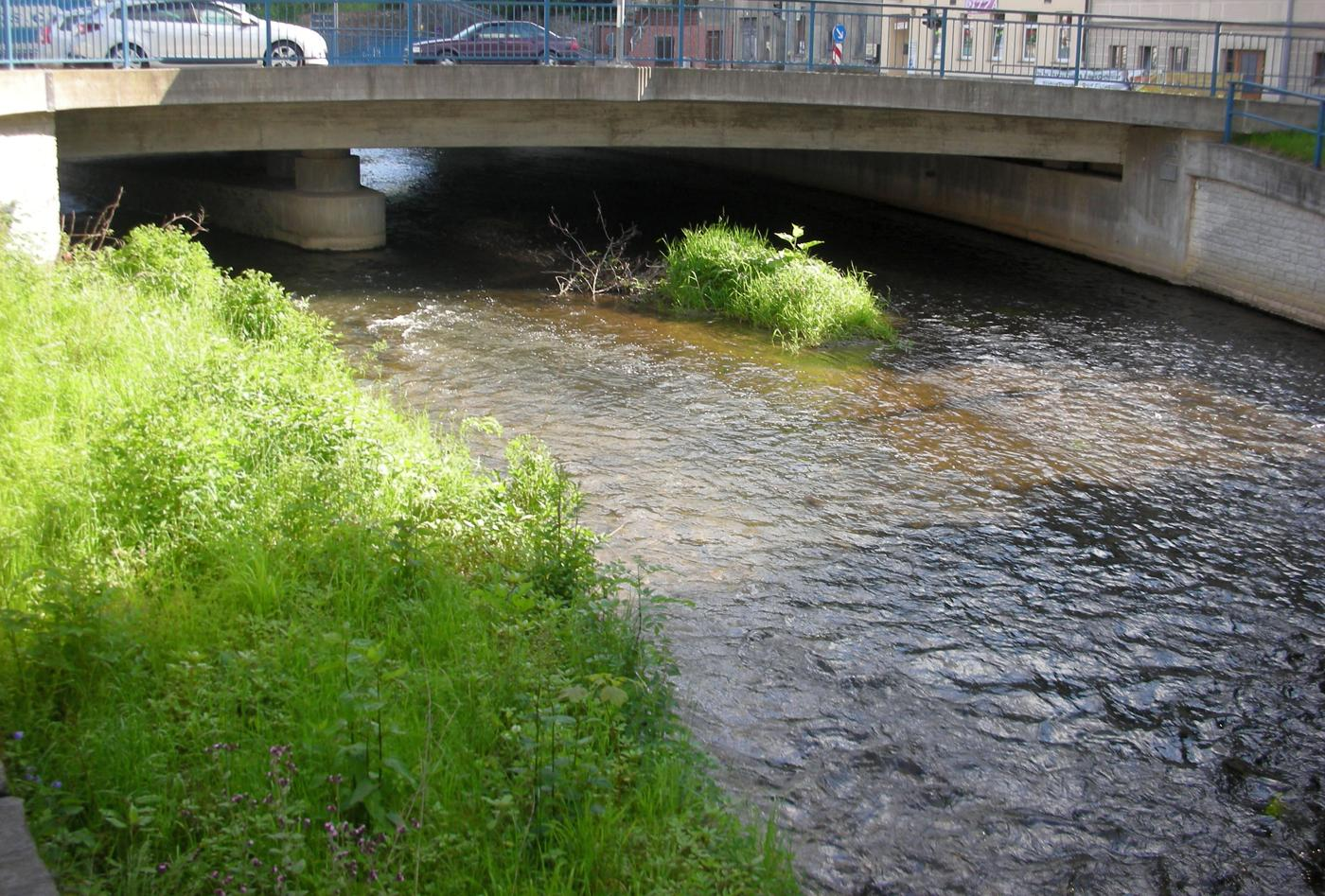
Mündung in die Weiße Elster

Der Schwarzbach entspringt etwa 150 m hinter der Grenze auf tschechischer Seite am Hang des Počátecký vrch (deutsch: Ursprungberg). Nach kurzer Laufstrecke, die auf deutscher Seite Hinterer Langebach genannt wird, wird er im Hinteren Floßteich gemeinsam mit dem Vorderen Langebach aufgestaut. Im weiteren Verlauf mündet der Abfluss des Vorderen Floßteiches ein. Dieser sammelt das Wasser der eisenhaltigen Roten Säure (mundartlich: Rotseierbächel), welches seine Quellen am Hohen Brand hat. Die Färbung wird durch eine Eisenmineralisation verursacht. 
Bis zum Zufluss des Gopplasgrüner Baches in der Erlbacher Ortsmitte wird das Gewässer Floßbach genannt. Danach fließt es als Schwarzbach weiter durch Markneukirchen sowie dessen Ortsteil Siebenbrunn und mündet in Adorf in die Weiße Elster.

## Zuflüsse
- Rote Säure (Rotseierbächel, Rötelbach) (r)
- Kegelbach (l)
- Gopplasgrüner Bach (r), Erlbach
- Hennebach (l), Erlbach
- Ziegenlohbach (r)
- Hetzschenbach (l)
- Kreilbach (r), Markneukirchen
- Wasserlohbächel (r), Quell des Markneukirchner Röhrbrunnensystems
- Seichbächel (r), Markneukirchen
- Ebersbach (r), Siebenbrunn
- Kesselbach (r)
- Grünerlohbach (Sorger Bach) (r)
- Ameisenlohbach (r), Adorf

## Geschichte

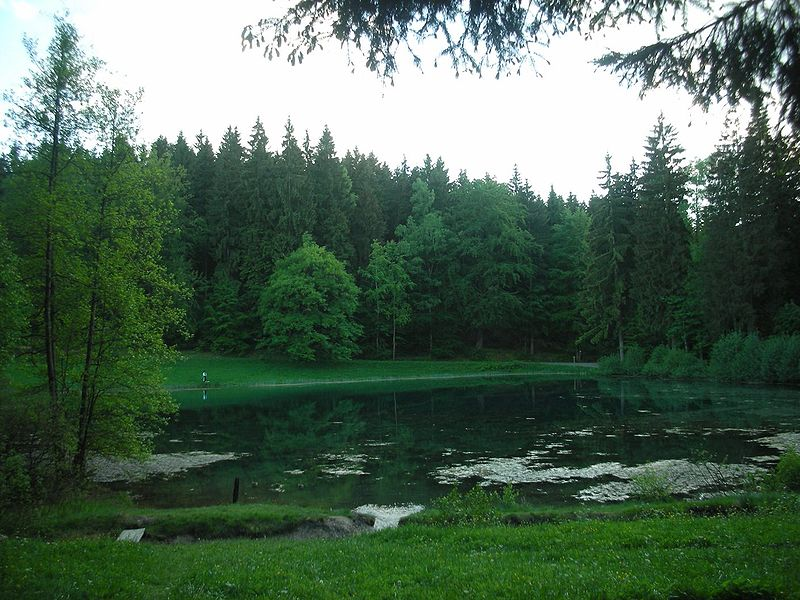
Hinterer Floßteich

Ursprünglich hieß der Schwarzbach Kleine Elster (1122 Alestra secunda, 1165 Helstre inferius). Um 1150 verlief die Nordgrenze des Egerlandes von der Leibitsch bis zur Schwarzbachquelle und dann weiter entlang des Schwarzbaches bis zu dessen Mündung in die Weiße Elster. Der Flussname Elster bezieht sich auf eine Entlehnung aus dem slawischen Sprachgebrauch: olesnice sinngemäß für Erlenbach. Flurbezeichnungen nahe Markneukirchen, wie Elsterwiesen, Elstere oder Wiesen an der Elster sind bis in das 19. Jahrhundert durch Lehnbriefe des Rates und mit Einträgen im örtlichen Steuerregister vom 16. bis 18. Jahrhundert belegt.
Weil man auf ihm früher das Flößerhandwerk ausgeübt hat, wurde er auch Floßgraben und im 18. bis in das 19. Jahrhundert bis unterhalb Siebenbrunn Floß-Bach genannt. Zum Zwecke der Flößerei wurde im Erlbacher Ortsteil Landesgemeinde 1578 ein Floßgraben und auf 623 m ü. NN im Jahre 1581 der Hintere Floßteich angelegt, der das Wasser mehrerer Quellen sammelt. Nicht weit davon entfernt entstand flussabwärts an einem kleinen Nebenbach der Vordere Floßteich. Auf dessen Damm ist der ehemalige hölzerne Wasserdurchlass, eine sogenannte Dole ausgestellt.
Das Holz aus der Landesgemeinde wurde bis nach Leipzig und Halle geflößt. Schon im Jahr 1595 war die Hälfte des Landesgemeindewaldes verhauen.